# Macaranga alchorneoides
Macaranga alchorneoides är en törelväxtart som beskrevs av Ferdinand Albin Pax och Alexander von Lingelsheim. Macaranga alchorneoides ingår i släktet Macaranga och familjen törelväxter.
Artens utbredningsområde är Nya Kaledonien. Inga underarter finns listade i Catalogue of Life.